# Ambra (torrente)
Il torrente Ambra è un affluente di sinistra dell'Arno che nasce in provincia di Siena alle pendici del Monte Luco, a circa 850 m di altitudine.

## Geografia fisica
Per un breve tratto segna il confine tra le province di Siena e Arezzo, per poi entrare definitivamente nella provincia di Arezzo. Dopo un corso di circa 38 km nel quale attraversa per alcuni chilometri i comuni di Gaiole in Chianti e Castelnuovo Berardenga in provincia di Siena entra come già detto definitivamente in provincia di Arezzo attraversando gran parte del comune di Bucine (circa 25 km.) e la valle a cui appunto dà il nome (Valdambra), sfociando poi nell'Arno in località Levanella, nel comune di Montevarchi. In località Pogi, il torrente è attraversato da un ponte medievale a schiena d'asino che ingloba nei suoi piloni i resti di un antico ponte romano e più a valle, a Bucine, si trovano i resti con un'intera arcata intatta di un altro antico ponte medievale che ha come sfondo un grande viadotto ferroviario (ponte di Bucine).

## Centri attraversati
Attraversa i centri abitati di: Ambra, Capannole, Pogi, Bucine e Levane. Tutti questi paesi fanno parte del comune di Bucine.

## Affluenti
Gli affluenti principali dell'Ambra sono i torrenti Trove, Lusignana e Scerfio, più vari corsi minori come ad esempio il borro di San Salvatore, il borro della Madonna e quello di Caposelvi.

## Fauna ittica
La fauna ittica nel torrente Ambra è molto varia, nel suo alto corso le sue acque sono classificate a salmonidi con presenze di trote e vaironi, scendendo più a valle le sue acque si classificano a ciprinidi, con presenze di alborelle, cavedani, barbi (tiberino e canino), carpe, persici, pesci gatto, carassi, e ancora qualche sporadico esemplare di anguilla.